# Linum stelleroides
Linum stelleroides är en linväxtart som beskrevs av Jules Émile Planchon. Linum stelleroides ingår i släktet linsläktet, och familjen linväxter. Inga underarter finns listade i Catalogue of Life.